# Бернард Липпе-Бистерфельдский
Бернхард Леопольд Фридрих Эберхард Юлиус Курт Карл Готфрид Петер Липпе-Бистерфельдский (нем. Bernhard Leopold Friedrich Eberhard Julius Kurt Karl Gottfried Peter Prinz zur Lippe-Biesterfeld; 29 июня 1911, Йена, Германия — 1 декабря 2004, Утрехт, Нидерланды) — племянник последнего князя Липпе Леопольда IV, супруг королевы Нидерландов Юлианы. С 1916 года принц Липпе-Бистерфельдский, с 1948 года — принц Бернард Нидерландский. Первый президент Всемирного фонда дикой природы.

## До брака
Морганатический отпрыск княжеского дома Липпе. В 1929 году поступил в Высшую школу торговли в Лозанне. В 1930 году изучал право в Мюнхене, а с 1931 по 1935 год — изучал право в Берлинском университете. В 1933—1937 годах состоял в НСДАП, СС (Schutzstaffel) и штурмовых отрядах (Sturmabteilung). В 1971 году он называл свое участие в молодёжных нацистских организациях неверным выбором пути и объяснял, что если бы он воспротивился, ему трудно было бы сдать университетские экзамены. В 1935 году Бернард сдал докторский экзамен по праву и поступил работать в представительство немецкого химического концерна «И. Г. Фарбен» в Париже.

## Жизнь в браке
В Париже Бернард познакомился с голландским дипломатом, который в начале 1936 года во время зимних Олимпийских игр организовал его встречу с нидерландской принцессой Юлианой. В том же году Бернард и Юлиана были помолвлены, и Бернард получил нидерландское подданство. Бернард и Юлиана поженились 7 января 1937 года в Гааге. Женившись на наследнице престола, Бернард не бросил рисковать жизнью. Будучи страстным авиатором, авто- и мотогонщиком, он в 1938 году оказался в смертельной опасности, сломав в авиаинциденте шейный отдел позвоночника.
После нападения гитлеровской Германии на Нидерланды 10 мая 1940 года принц лично обстреливал из пулемёта, установленного на крыше дворца, немецкие десантные самолёты. Принцесса Юлиана с детьми немедленно уехала в Канаду, а принц Бернард остался в Лондоне в качестве личного адъютанта тёщи — королевы Вильгельмины. В Лондоне он предложил свои услуги британской разведке, а его куратором стал Ян Флеминг, впоследствии придавший своему персонажу, Джеймсу Бонду, черты принца, а также давший его наследственный титул — «граф Липпе», в качестве «фальшивой фамилии» одному из противников Бонда.
С 1944 года принц Бернард являлся главнокомандующим нидерландских вооруженных сил и принимал активное участие в борьбе союзников с войсками рейха.
5 мая 1945 года Бернард в качестве главнокомандующего нидерландскими войсками вместе с союзниками принял в голландском городе Вахенинген капитуляцию немецких войск, находившихся на территории Нидерландов. В этот день он демонстративно отказался говорить с побеждёнными на своём родном языке — немецком, и принял капитуляцию, говоря только по-нидерландски. В августе того же года нидерландская королевская семья вернулась в Нидерланды.
В 1948 году Юлиана стала Королевой Нидерландов, а Бернард получил титул принца. В 1954 году принц Бернард стал председателем Бильдербергских конференций — дискуссионного форума политиков, деловых людей и видных общественных деятелей из Европы, США и Канады. В 1961 году принял участие в основании Фонда дикой природы. Принц возглавил эту организацию и до самого последнего времени активно участвовал в делах фонда.
В 1976 году принц Бернард оказался замешанным в скандале со взятками компании «Локхид». Правительство пришло к выводу, что действия принца нанесли ущерб нидерландскому государству. Бернард был вынужден отказаться от своих военных функций, ношения военного мундира и от большого числа других постов. В 1980-х годах организовал на деньги Всемирного фонда дикой природы — переданные им туда прежде и возвращённые ему, — «охоту на браконьеров» в Южной Африке, уплатив около 500 000 долларов профессиональным наёмникам — бывшим бойцам спецподразделений — через лондонскую компанию Дэвида Стирлинга — основателя САС. В 1998 году принц прекратил активное участие в деятельности большинства организаций, в которых он состоял. Но он продолжал вносить активный вклад в деятельность организаций ветеранов сопротивления и Второй мировой войны и в охрану природы. Благодаря усилиям принца в Голландии была увековечена память польских парашютистов, сражавшихся в операции «Маркет Гарден» — и лично генерала Станислава Сосабовского; он внёс большой вклад в деятельность WWF по сохранению редких птиц в России на голландские пожертвования.
Незадолго до смерти принц лично внёс залог за двух сотрудников крупнейшей в Голландии сети супермаркетов, которые содержались под стражей за избиение магазинного воришки.

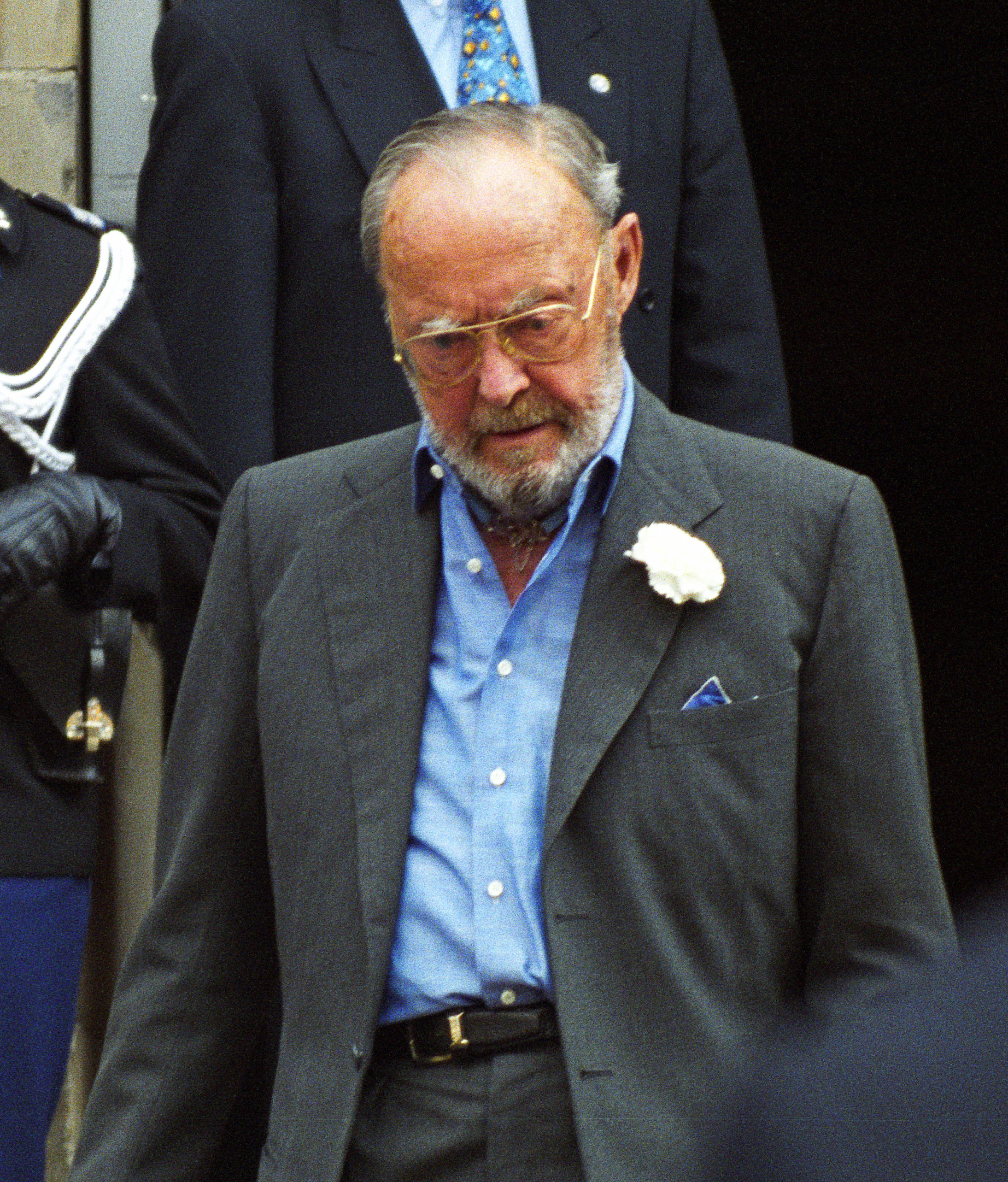
Принц Бернард со свой фирменной гвоздикой, 1999.

В марте 2004 года 92-летний Бернард овдовел — бывшая королева Юлиана скончалась; он присутствовал на похоронах жены в Новой церкви в Делфте. Осенью 2004 года принц Бернард стал страдать сильной одышкой и вследствие развившегося гидроторакса был госпитализирован. После принятых врачами мер он почувствовал себя лучше и смог вернуться домой во дворец Сустдейк. В середине ноября Служба государственной информации выпустила коммюнике, в котором сообщалось о том, что принц Бернард болен неизлечимой формой рака лёгких и кишечника. 1 декабря принц Бернард скончался. В своём телевизионном обращении в связи с кончиной принца Бернарда премьер-министр Нидерландов Ян Петер Балкененде особо отметил вклад принца в освобождение Нидерландов во время Второй мировой войны и в состоявшиеся в мае 1945 года переговоры о капитуляции находившихся на территории этой страны немецких войск.
«Благодаря его авторитету, в эти сложные месяцы был предотвращен хаос и излишнее насилие», — сказал премьер. Балкененде также отметил значительный вклад принца Бернарда в охрану природы, его любовь к жизни и готовность помогать людям.

## Дети
- официальные от королевы Нидерландов Юлианы:
  - королева Беатрикс (род. 1938, Барн, Нидерланды);
  - принцесса Ирена (род. 1939, Барн, Нидерланды);
  - принцесса Маргарита (род. 1943, Оттава, Канада);
  - принцесса Кристина (1947—2019, Барн, Нидерланды).
- побочные от двух внебрачных связей:
  - Алисия, дочь немецкой женщины-пилота, живёт в Калифорнии;
  - Алексия, дочь богатой наследницы отеля в Ницце Элен Гринда, живёт в Париже.

Обеих внебрачных дочерей принц назвал в честь своего отчима, гражданского супруга матери Алексея Панчулидзева (Alexei Pantchoulidzew), с которым был всю жизнь очень дружен и которому доверял многие свои дела, в том числе «непрозрачные».

## Награды

### Нидерланды
- Великий магистр ордена Золотого ковчега
- Великий магистр нидерландского ордена святого Иоанна Иерусалимского
- Командор Военного ордена Вильгельма
- Кавалер Большого креста ордена Нидерландского льва
- Кавалер ордена Золотого льва Нассау
- Кавалер Большого креста ордена Оранского дома
- Крест Авиатора

### Других государств
- Австрия: Большая Звезда Почёта За Заслуги перед Австрийской Республикой
- Аргентина: Кавалер Большого креста ордена Освободителя Сан-Мартина
- Бельгия: Кавалер Большого креста ордена Леопольда I
- Бельгия: Военный крест 1940—1945
- Бразилия: Кавалер Большого креста ордена Южного Креста
- Бразилия: Кавалер Большого креста ордена Морских заслуг
- Югославия: Кавалер Большого креста ордена Звезды Карагеоргия
- Камерун: Кавалер Большой ленты ордена Доблести
- Чили: Кавалер цепи ордена Заслуг
- Чехословакия: Военный крест 1939—1945
- Колумбия: Кавалер Большого креста ордена Бояки
- Колумбия: Кавалер Большого креста с Золотой звездой Военного ордена Святого Карлоса
- Кот-д’Ивуар: Кавалер Большого креста Национального ордена Кот-д’Ивуара
- Дания: Кавалер ордена Слона
- Эквадор: Кавалер Большого креста ордена Заслуг
- Эквадор: Кавалер ордена Авдона Кальдерона 1 класса
- Финляндия: Кавалер Большого креста ордена Белой розы
- Франция: Кавалер Большого креста ордена Почётного легиона
- Франция: Командор ордена Академических пальм
- Франция: Военный крест 1939—1945
- Франция: Медаль Воздухоплавания
- Греция: Кавалер Большого креста ордена Спасителя
- Греция: Военный крест 1940 3 класса
- Эфиопия: Кавалер ордена Печати Соломона
- Эфиопия: Кавалер Большого креста ордена царицы Шебы
- Иран: Кавалер Большой ленты ордена Пехлеви
- Индонезия: Кавалер ордена Махапутра 1 класса
- Италия: Кавалер Большого креста декорированного большой лентой ордена «За Заслуги перед Итальянской Республикой»
- Югославия: Кавалер ордена Большой Югославской звезды
- Либерия: Кавалер Большой ленты ордена Пионеров Республики
- Либерия: Кавалер Большой ленты ордена Звезды Африки
- Люксембург: Кавалер Большого креста ордена Дубовой короны
- Люксембург: Военный крест
- Мексика: Кавалер цепи ордена Ацтекского орла
- Непал: Орден Оясви Раянья 1 класса
- Никарагуа: Кавалер Большого креста с Серебряной звездой ордена Рубена Дарио
- Норвегия: Кавалер Большого креста ордена Святого Олафа
- Парагвай: Кавалер Большого креста Национального ордена Заслуг
- Перу: Кавалер Большого креста ордена Солнца Перу
- Перу: Кавалер Большого креста специальной степени ордена Заслуг
- Великобритания: Кавалер Большого креста ордена Бани
- Великобритания: Кавалер Большого креста Королевского Викторианского ордена
- Великобритания: Байлиф Большого креста ордена Святого Иоанна
- Великобритания: Коронационная медаль Георга VI
- Великобритания: Коронационная медаль Елизаветы II
- Великобритания: Французская и Германская звезда
- Великобритания: Медаль обороны
- Доминиканская Республика: Кавалер Большого креста ордена Заслуг
- Германия: Кавалер Большого креста особой степени ордена «За заслуги перед Федеративной Республикой Германия»
- Румыния: Кавалер ордена «23 августа» 1 степени
- Сенегал: Кавалер Большого креста Национального ордена Льва
- Ватикан: Кавалер Большого креста ордена Пия IX
- Мальтийский орден: Бальи — Кавалер Большого Креста Чести и Преданности Мальтийского ордена
- Испания: Кавалер Большого креста ордена Карлоса III
- Суринам: Кавалер Большой ленты Почётного ордена Жёлтой звезды
- Швеция: Кавалер ордена Серафимов
- Китайская Республика: Кавалер ордена Благожелательных облаков 1 класса
- Таиланд: Кавалер ордена Королевского дома Чакри
- Тунис: Кавалер Большой ленты ордена Независимости
- США: Кавалер ордена Легион Почёта степени главнокомандующего
- США: Бронзовая звезда
- США: Медаль Победы во Второй Мировой войне
- Венесуэла: Кавалер Большого креста ордена Освободителя